# Castellanos de Moriscos
Castellanos de Moriscos település Spanyolországban, Salamanca tartományban.  Lakosainak száma 3051 fő (2024).

## Népesség
A település népessége az elmúlt években az alábbi módon változott:
| Lakosok száma | 413  | 427  | 922  | 1424 | 1942 | 2229 | 2557 | 2677 | 2918 | 3051 |
|               | 2001 | 2004 | 2007 | 2009 | 2012 | 2014 | 2017 | 2019 | 2022 | 2024 |